# Waterwingebied

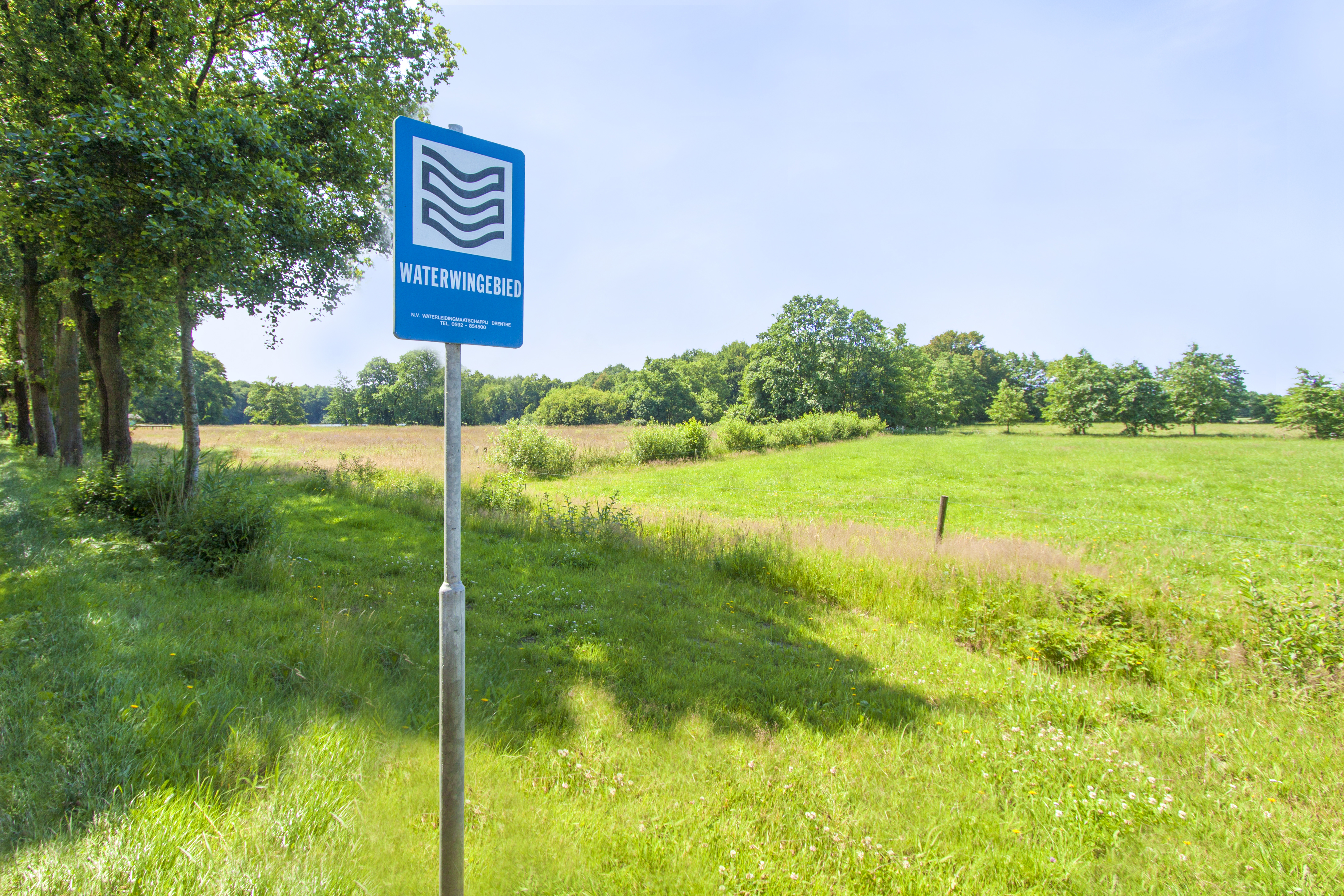
Een waterwingebied in Nederland

Een waterwingebied is een gebied waar waterwinning plaatsvindt ten behoeve van drinkwater door onttrekking van grondwater.
In een waterwingebied gelden vaak regels die dienen om de kwaliteit van het grondwater te beschermen. Zo wordt de lozing van afvalwater of effluent verboden of aan zware eisen onderworpen. In geval van het vrijkomen van gevaarlijke stoffen wordt extra aandacht besteed aan het voorkomen van het weglekken van die stof in de grond. 
De eisen worden gesteld naar de kwetsbaarheid van het gebied. De zogenaamde eenjaarszone is het gebied waar een lekkage van gevaarlijke stoffen binnen één jaar door zou kunnen dringen tot de grondlaag waarin de waterwinning feitelijk plaatsvindt. Daarbuiten zijn er minder zware eisen in de zogenaamde vijfentwintigjaarszone. 
De eenjaarszone wordt in Nederland gewoonlijk aangegeven door blauwe borden met de tekst "waterwingebied" en een telefoonnummer. 